# Janthe-Bandeule
Die Janthe-Bandeule (Noctua janthe) ist ein Schmetterling (Nachtfalter) aus der Familie der Eulenfalter (Noctuidae). Die Janthe-Bandeule ist eine von drei Arten des Janthina-Artkomplexes, wobei die Eigenständigkeit der Arten Noctua janthe und Noctua tertia bisher nicht sicher erwiesen ist.

## Merkmale

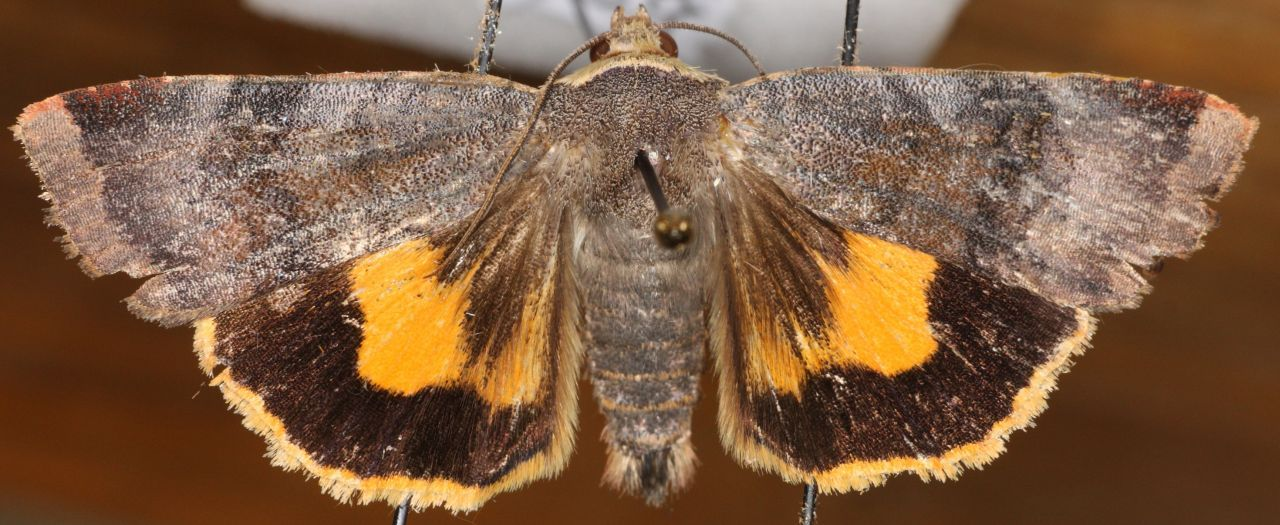
Oberseite von Noctua janthe

Die Flügelspannweite der Falter beträgt 38 bis 45 Millimeter, wobei die Weibchen mit 39 bis 45 mm im Durchschnitt etwas größer sind als die Männchen (38 bis 40 mm). Die Grundfarbe der Vorderflügel variiert von hell-ocker über grau zu braun, oft mit einer rötlichen oder leicht violetten Tönung. Ring- und Nierenmakel sind nicht deutlich markiert. Die Unterseite des Vorderflügels ist von der Flügelbasis bis zur Wellenlinie schwarz gefärbt. Das schwarze Feld endet in fingerähnlichen oder gespitzten Vorsprüngen zwischen den Adern in das orange-braune Saumfeld hinein. Auf der Hinterflügeloberseite stößt der innere Rand der Randbinde fast rechtwinklig auf den Vorderrand. Von dort ziehen sich nur wenige oder gar keine schwarzen Schuppen zur schwarzen Beschuppung der Flügelbasis hin.

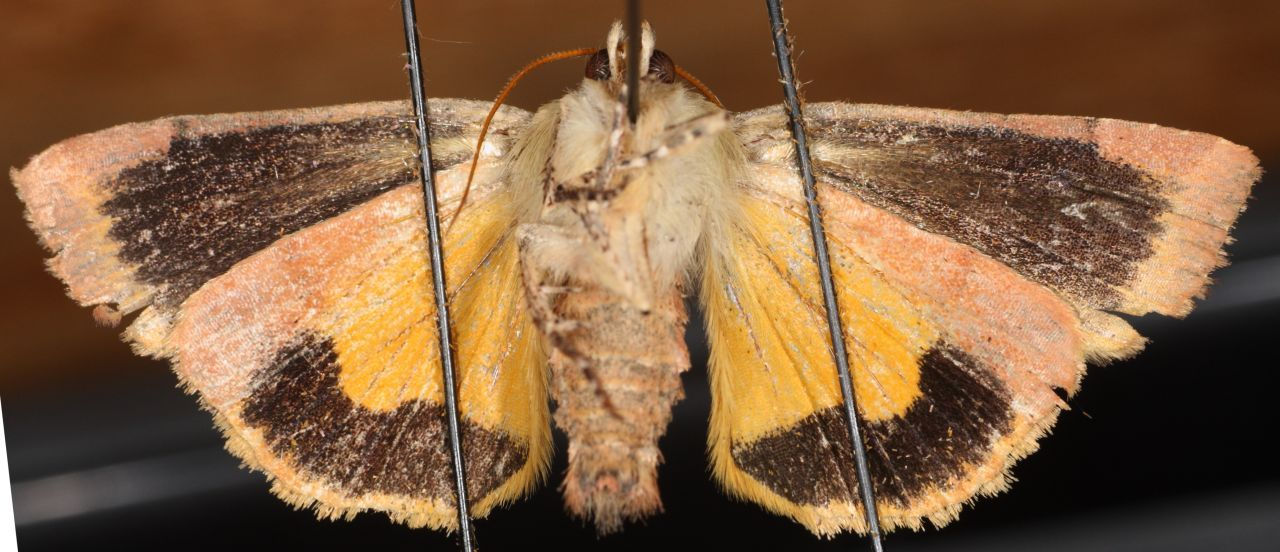
Unterseite von Noctua janthe

Die Raupe ist hellbraun bis hellbraungrau gefärbt. Der Rücken zeigt eine schmale, helle Rückenlinie und U- bis V-förmigen Rückenzeichnungen. Die jüngeren Raupen (L2 bis L4) weisen auf dem 3. bis 5. Segment in der Mitte des Rückens dunkle Flecke auf.

### Ähnliche Arten
Die Falter der Janthe-Bandeule lassen sich anhand der Vorderflügeloberseite nicht sicher von Faltern der Janthina-Bandeule unterscheiden. Bei N. janthe ist die schwarze Randbinde auf der Oberseite der Hinterflügel meist schmaler als bei N. janthina. Der innere Rand der Randbinde stößt bei N. janthe fast rechtwinklig auf den Vorderrand. Von dort ziehen sich nur wenige oder gar keine schwarzen Schuppen zur schwarzen Beschuppung der Flügelbasis hin. Im Gegensatz dazu verläuft bei N. janthina der innere Rand der Binde meist schräg, nur selten fast rechtwinklig auf den Vorderrand. Die schwarze Beschuppung kann sich bis zur Flügelbasis hinziehen. Auf der Unterseite der Vorderflügel ist das schwarze Mittelfeld zum Saumfeld hin deutlich schärfer begrenzt. Häufig sind gerundete bis gespitzte schwarze Vorsprünge zwischen den Adern ausgebildet. Bei erwachsenen Raupen von Noctua janthe sind die U- bis V-förmigen Zeichnungselemente auf dem Rücken deutlicher ausgebildet als bei N. janthina. Die jüngeren Raupen (L2 bis L4) von N. janthe haben in der Mitte des Rückens auf dem 3. bis 5. Segment dunkle Flecke, die bei N. janthina-Raupen derselben Stadien fehlen.

## Geographische Verbreitung und Lebensraum
Die Art ist in Nordwestafrika (Marokko, Algerien, Tunesien) und in ganz Westeuropa verbreitet. Im Osten kommt sie bis einschließlich Italien, Slowenien, Ungarn, Slowakei, Westpolen vor. Im Norden reicht das Verbreitungsgebiet bis Schottland, Irland, Südfinnland, Südnorwegen und Südschweden. Vor kurzem wurde sie auch aus dem Don-Gebiet (Südrussland) gemeldet. Die Art besiedelt offene Biotope.

## Lebensweise
Die Janthe-Bandeule bildet eine Generation pro Jahr, deren Falter von Juli bis September fliegen. Die Falter sind nachtaktiv und fliegen künstliche Lichtquellen an. Sie besuchen Blüten und kommen zum Köder. Als Raupennahrungspflanzen werden Schlehdorn (Prunus spinosa) und Roter Hartriegel (Cornus sanguinea) angegeben. Die Raupen klettern ebenso wie andere Noctua-Arten auf Sträucher und Büsche. Die Raupen überwintern.

## Gefährdung
In der Roten Liste Deutschland wird sie als Problemart mit ungenügender Datenlage geführt.